# Episodi di Goodyear Theatre (prima stagione)
La prima stagione della serie televisiva Goodyear Theatre è andata in onda negli Stati Uniti dal 30 settembre 1957 al 23 giugno 1958 sulla NBC.
| nº | Titolo originale         | Prima TV USA      |
| -- | ------------------------ | ----------------- |
| 1  | Silhouette of a Killer   | 30 settembre 1957 |
| 2  | Lost and Found           | 14 ottobre 1957   |
| 3  | The Danger by Night      | 28 ottobre 1957   |
| 4  | Voices in the Fog        | 11 novembre 1957  |
| 5  | Hurricane                | 25 novembre 1957  |
| 6  | The Crowd Pleaser        | 9 dicembre 1957   |
| 7  | The Tinhorn              | 23 dicembre 1957  |
| 8  | The Victim               | 6 gennaio 1958    |
| 9  | Music in the Night       | 3 febbraio 1958   |
| 10 | The White Flag           | 17 febbraio 1958  |
| 11 | Episodio 1x11            | ?                 |
| 12 | The Seventh Letter       | 17 marzo 1958     |
| 13 | Taps for Jeffrey         | 31 marzo 1958     |
| 14 | Fix a Frame for Mourning | 14 aprile 1958    |
| 15 | The Giant Step           | 28 aprile 1958    |
| 16 | The Lady Takes the Stand | 12 maggio 1958    |
| 17 | Decision by Terror       | 26 maggio 1958    |
| 18 | Disappearance            | 9 giugno 1958     |
| 19 | Three Dark Years         | 23 giugno 1958    |

## Silhouette of a Killer
- Prima televisiva: 30 settembre 1957

### Trama
- Guest star: Irving Bacon (Pop), Robert Brubaker (sceriffo), Beverly Garland (Ellen), Forrest Lewis (Nate), Anna Navarro (Maria), Robert Ryan (uomo)

## Lost and Found
- Prima televisiva: 14 ottobre 1957

### Trama
- Guest star: Edward Binns (Rangler), Lillian Bronson (Miss Gibson), Robert Clarke (Howard Peebles), Douglass Dumbrille (Mr. Applecase), Peter Leeds (Bill Lorrimer), Jack Lemmon (Charles Dickens), Joanna Moore (Alice Bowles)

## The Danger by Night
- Prima televisiva: 28 ottobre 1957

### Trama
- Guest star: David Niven (Alan Kevin), Katharine Bard (Elizabeth Kevin), Alexander Campbell (Mr. MacAndrew), Patricia Donahue (Mildred)

## Voices in the Fog
- Prima televisiva: 11 novembre 1957

### Trama
- Guest star: Joan Banks (Cynthia), Barry Bernard, Jack Lemmon (dottor Cameron), Jay Novello, Richard Reeves, John Rogers (conducente), Charles Watts (Vivian Weaver)

## Hurricane
- Prima televisiva: 25 novembre 1957

### Trama
- Guest star: Douglas Dick (Gordon Kennedy), John Eldredge (Martin Kennedy), Virginia Gregg (Judith Kennedy), Harry Jackson (Reeves), Edward Platt (Lietuenant), Jane Powell (Harriet Kennedy), William Schallert (Wilson)

## The Crowd Pleaser
- Prima televisiva: 9 dicembre 1957

### Trama
- Guest star: John Beradino (Mick Terrill), Stacy Harris (Vandy Vance), Robert Ryan (Frank Berry), Stuart Whitman (Bill Johnson), Jean Willes (Mary Whitman)

## The Tinhorn
- Prima televisiva: 23 dicembre 1957

### Trama
- Guest star: Willis Bouchey (Marshal), Lillian Bronson (Granny), Ella Ethridge, Frank Ferguson (Milbanks), Kenneth MacDonald, Mort Mills (Morrow), David Niven (Jeff Carleton), Michael Pate (Witcher), Kasey Rogers (Wilma)

## The Victim
- Prima televisiva: 6 gennaio 1958

### Trama
- Guest star: Jack Lemmon

## Music in the Night
- Prima televisiva: 3 febbraio 1958

### Trama
- Guest star: Russ Conway (Harrigan), Margaret Field (Elaine), Arthur Hanson (Dan Underhill), Peter Hanson (Dick), Peter Leeds (Harry Tucker), Jane Powell (Joan Lindsey), Vance Skarstedt (Simpson), Harry Tyler (Mr. Gilbert)

## The White Flag
- Prima televisiva: 17 febbraio 1958

### Trama
- Guest star: Whit Bissell (Doc), Charles Quinlivan (Larsen), Robert Ryan (dottor Robert Ross)

## Episodio 1x11
- Prima televisiva: ?

### Trama
- Guest star:

## The Seventh Letter
- Prima televisiva: 17 marzo 1958

### Trama
- Guest star: Lynne Allen (Margaret Richards), Virginia Gregg (Louise Ryan), Eugene Mazzola (Bobby), Robert Ryan (tenente Joe Carter), Willard Sage (Sol)

## Taps for Jeffrey
- Prima televisiva: 31 marzo 1958

### Trama
- Guest star: John Doucette (Ed Wilson), Virginia Grey (Audrey Crane), David Niven (Jeffrey Collins)

## Fix a Frame for Mourning
- Prima televisiva: 14 aprile 1958

### Trama
- Guest star: John Baragrey (Jeff Crafton), Kevin Hagen (sceriffo Mallory), Vivi Janiss (Mrs. March), Rory Mallinson (medico legale), Jane Powell (Laura Cabot), Dodie Wright (Secretary)

## The Giant Step
- Prima televisiva: 28 aprile 1958

### Trama
- Guest star: Norman Alden (Joe), John Cliff (Nick), Michael Landon, Peter Leeds (Willie), Robert Ryan (Gunner's Mate Smith), Harold J. Stone (capitano Stemson)

## The Lady Takes the Stand
- Prima televisiva: 12 maggio 1958

### Trama
- Guest star: Keith Andes (David Cramer), John Doucette (Vladek), Dayton Lummis (pubblico ministero), Jane Powell (Marian Evers), Frank Wilcox (Attorney)

## Decision by Terror
- Prima televisiva: 26 maggio 1958

### Trama
- Guest star: George Baxter (Frank Scanlon), Barbara Eiler (Edna Enright), Peter Leeds (Ed Stocker), John McIntire (dottor Edwards), David Niven (Charles Enright)

## Disappearance
- Prima televisiva: 9 giugno 1958

### Trama
- Guest star: Joan Blackman (donna), Gail Kobe (Mrs. Coyle), Jack Lemmon (Henry Coyle), William Talman (tenente Herman Brule)

## Three Dark Years
- Prima televisiva: 23 giugno 1958

### Trama
- Guest star: Barbara Stanwyck (Midge Varney), Russ Conway (Pete Bannion), Gerald Mohr (avvocato)